# Poynor (Texas)
Poynor es un pueblo ubicado en el condado de Henderson en el estado estadounidense de Texas. En el Censo de 2010 tenía una población de 305 habitantes y una densidad poblacional de 49,88 personas por km².

## Geografía
Poynor se encuentra ubicado en las coordenadas 32°4′46″N 95°35′33″O / 32.07944, -95.59250. Según la Oficina del Censo de los Estados Unidos, Poynor tiene una superficie total de 6.11 km², de la cual 6.11 km² corresponden a tierra firme y (0%) 0 km² es agua.

## Demografía
Según el censo de 2010, había 305 personas residiendo en Poynor. La densidad de población era de 49,88 hab./km². De los 305 habitantes, Poynor estaba compuesto por el 96.07% blancos, el 1.64% eran afroamericanos, el 0.33% eran amerindios, el 0.98% eran asiáticos, el 0% eran isleños del Pacífico, el 0.33% eran de otras razas y el 0.66% pertenecían a dos o más razas. Del total de la población el 2.3% eran hispanos o latinos de cualquier raza.